# Шарлемань, Лидия Ивановна
Лидия Ивановна Шарлемань (Шарлемань-Новосад) (5 апреля 1915, Петроград, Российская империя — 1963, Ленинград, СССР) — советская художница, живописец, член Ленинградского Союза художников.

## Биография
Лидия Ивановна Шарлемань родилась 5 апреля 1915 года в Петрограде на Большой Пушкарской улице. Её отец, Иван Адольфович Шарлемань, был представителем пятого поколения художников рода Шарлемань в России, по происхождению потомственных дворян, выходцев из Франции. Мать Шарлемань Александра Сергеевна, русская. Потеряв обоих родителей в гражданскую войну в пятилетнем возрасте, Лида с двумя сёстрами оказалась в детском доме во Владикавказе. В 1921 году её взяла на воспитание семья Новосад из Владикавказа. Приёмный отец Новосад Иван Тимофеевич служил бухгалтером, его жена Елена Васильевна была домохозяйкой.
Окончив в 1930 году школу-девятилетку, Лидия Шарлемань оставила приёмных родителей и уехала в Новороссийск, где сначала работала на цементном заводе, затем два года в колхозе им. И. Сталина «рядовым колхозником». В 1932 поступила в Новороссийское морское училище на электромеханическое отделение, по окончании которого год проработала электромонтёром.
В 1934 году обнаружился родной брат отца — Иосиф Адольфович Шарлемань, живший в Тбилиси, профессор Академии художеств Грузии, заслуженный деятель искусств Грузинской ССР, сын Адольфа Иосифовича Шарлеманя, академика батальной живописи, погибшего в 1919 году, внук академика архитектуры Шарлеманя Иосифа Иосифовича (1824—1870) и правнук архитектора Шарлеманя Иосифа Ивановича (1782—1861). Лидия Шарлемань переехала к дяде в Тбилиси, где два года проучилась на графическом факультете Академии художеств, проявив незаурядные способности, упорство и характер. Однако, как написала она в автобиографии, датированной началом 1950-х годов, «стремление к живописи заставило меня уехать из Тбилиси в поисках более благополучной школы живописи». В 1938 Л. Шарлемань поступила в Суриковский институт в Москве на живописный факультет, где успела закончить 4 курса.
После начала войны эвакуировалась в город Боровское Кустанайской области, а через год добилась вызова в Самарканд, где институт находился в эвакуации. В Самарканде Л. Шарлемань родила ребёнка от первого брака, однако вскоре рассталась с первым мужем и вторично вышла замуж за ленинградского художника и педагога Деблера Александра Адольфовича. В 1944 в связи с изменившимися семейными обстоятельствами перевелась в ЛИЖСА в Ленинград, который окончила в 1948 году по мастерской Б. Иогансона с присвоением квалификации художника живописи. Дипломная работа — картина «Хирург Пирогов перед операцией».
С 1948 года участвовала в выставках, экспонируя свои работы вместе с произведениями ведущих мастеров изобразительного искусства Ленинграда. Работала преимущественно в жанре тематической картины и портрета, реже пейзажа и натюрморта. В 1948 была принята в члены Ленинградского Союза советских художников. Среди произведений, созданных Лидией Шарлемань, картины «Подруги» (1955), «Розы», «Таранки. Натюрморт» (обе 1956), «Портрет ученицы» (1957), «Молодой слесарь», «Школьница из Переславля», «Лошади», «Портрет старого большевика П. Е. Лебедева», «Яблоки. Натюрморт» (все 1958), «Бригада слесарей-монтажников завода Красный Выборжец», «В. И. Ленин и А. М. Горький в Горках» (обе 1961) и другие.
Шарлемань Лидия Ивановна скончалась в 1963 году в Ленинграде. Её произведения находятся в музеях и частных собраниях в России и за рубежом.
Дочь — Елена Александровна Шарлемань (1938—1999), артистка миманса в Мариинском театре.

Могила Шарлемань на Серафимовском кладбище Санкт-Петербурга.

## Выставки
- 1955 год (Ленинград): Весенняя выставка произведений ленинградских художников.
- 1956 год (Ленинград): Осенняя выставка произведений ленинградских художников.
- 1958 год (Ленинград): Осенняя выставка произведений ленинградских художников.
- 1960 год (Ленинград): Выставка произведений ленинградских художников 1960 года.
- 1961 год (Ленинград): «Выставка произведений ленинградских художников».